# 味の素
味の素株式会社（あじのもと、英: Ajinomoto Co., Inc.）は、 東京都中央区京橋に本社を置く日本の食品企業。「味の素」は、同社が製造販売するL-グルタミン酸ナトリウムを主成分とするうま味調味料で、同社の登録商標（登録番号第34220号他）。日経平均株価およびTOPIX Large70、JPX日経インデックス400の構成銘柄の一つ。
現在のコーポレートスローガンは「Eat Well, Live Well.」。
味の素グループの中核企業。食品会社として広く認知されており、日本国内だけでなく世界各地にグループ企業や工場を持つ。化粧品ブランド「Jino」などアミノ酸生産技術を活用したケミカル事業、医薬事業も行っている。

## 社章

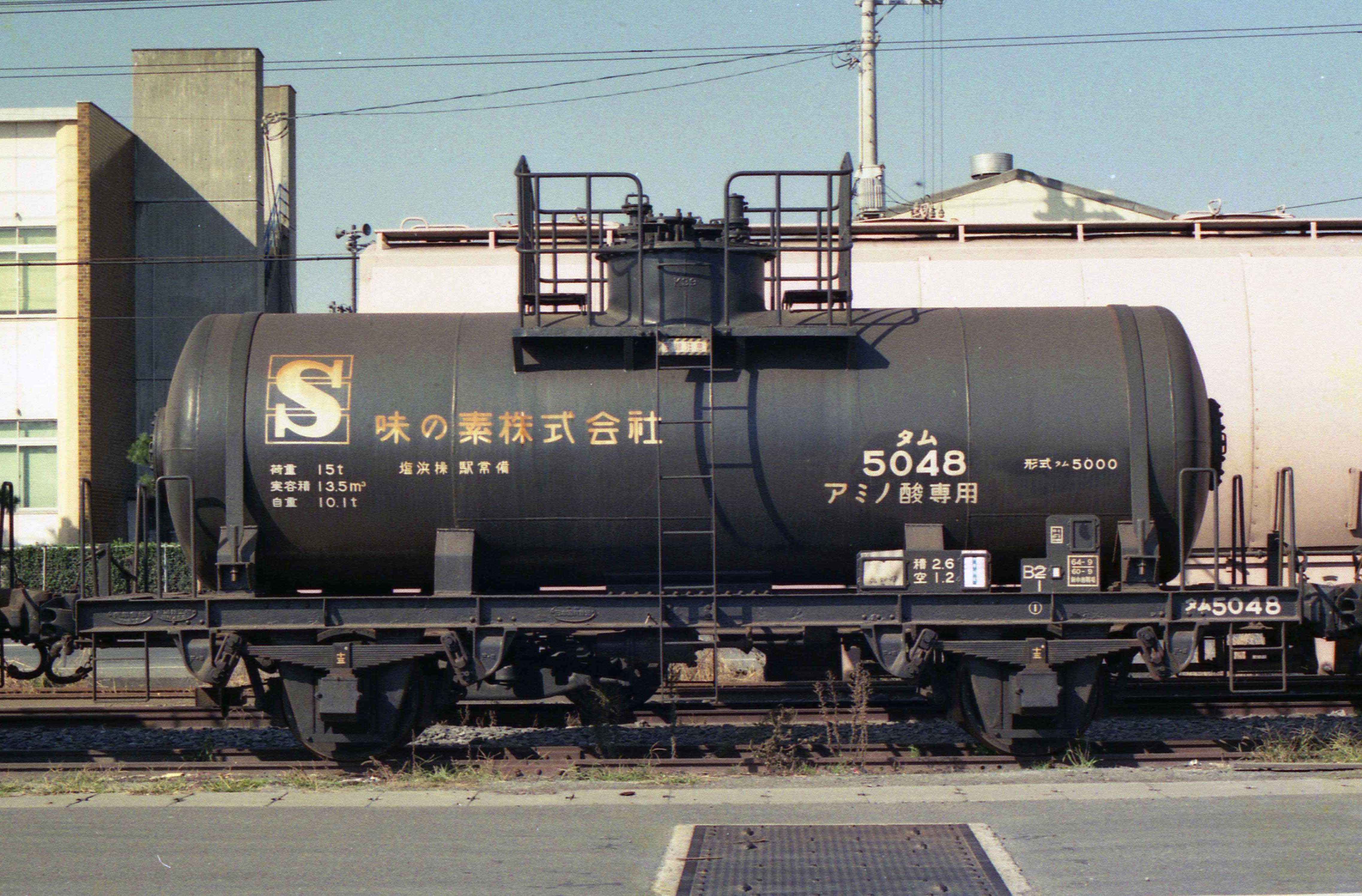
味の素が所有していたタンク貨車（タム5000）。「三」と「S」を組み合わせた社章が記載されている

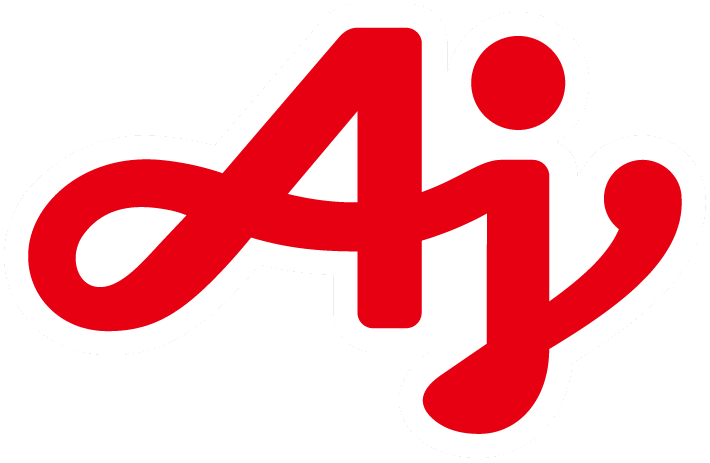
2018年に導入された社章

1970年までは漢字の「三」と「S」を組み合わせたものが用いられたが、これは創業者・鈴木三郎助のイニシャルに由来する（かつての商品だった「エスサン肥料」も同様）。当時関連企業だった三楽オーシャン（現：メルシャン）も○で「三」と「S」を囲んだマークを用いていた。
1970年9月1日から、勝井三雄デザインによる「●」に「a」を白抜きであしらったマークに変更され、株券や医薬品のパッケージ、タンク車の荷主表示部分にも使用された。
2010年からは創業100周年を迎えたことにより、1999年から使用している「AJINOMOTO」の現行ロゴマーク先頭の”A＋∞”を正式な社章として使用していた。
味の素グループ・グローバルブランド（2017年10月2日プレスリリース）の導入とともに、2018年1月より新社章を使用している。

## 事業内容
※事業区分は第146期有価証券報告書による。

### 調味料・食品
「味の素」「ほんだし」「クノール」「Cook Do」など
- 調味料：味の素、うま味だし・ハイミー、アジシオ、瀬戸のほんじお、やさしお、ほんだし、どんでん、丸鶏がらスープ、Cook Do、コーン油、ピュアセレクトマヨネーズ、ポテマヨ、鍋キューブ、スチーミー、Bistro Do、Rumic、麻婆豆腐、生オリーブオイルソースなど
- 加工食品：クノール、具たっぷり味噌汁 、など
- 外食・デリカ：業務用など。
- コーヒー：（味の素AGF）
- 海外食品：うま味調味料、風味調味料、メニュー用調味料、飲料、即席麺、スープ、レトルトカレー など
- 提携事業：シリアル食品（日本ケロッグ）、麺類（シマダヤ）、油脂（J-オイルミルズ）、香辛料（GABANギャバン）、かつおぶし（ヤマキ）
- 大株主：（ハウス食品）

### 冷凍食品
- 冷凍食品：（製造は主に味の素冷凍食品が担当）

### ヘルスケア等
グルタミン酸をはじめ、発酵法によるアミノ酸製造技術をもつ。
- アミノ酸事業
- 栄養食品事業：アミノバイタル
- 甘味料事業：アスパルテーム
- 化成品事業：香粧品事業（「Jino」ブランド）、ケミカル事業（電材）。味の素ファインテクノが製造・販売する半導体パッケージ基板用層間絶縁材料（味の素ビルドアップフィルム、ABF）は、高い世界市場シェアを有している[10]。
- 医薬中間体事業
- 医薬事業（主に以下の3分野がある。）
  - 輸液栄養透析分野
  - 消化器病分野：エレンタール（クローン病の栄養治療剤） など
  - 生活習慣病分野：ファスティック（糖尿病治療薬）、アテレック（血圧降下薬）、アクトネル（骨粗鬆症用薬） など
  - バイオファーマーサービス（受託開発・製造受託）
  - ファンクショナルマテリアルズ（電子材料等）

### 撤退した事業・製品区分
- マーガリン：マリーナを展開したが、現在は撤退。
- 贈り物#ギフト：味の素ギフト（AJINOMOTO GIFT）を展開していたが、現在は撤退。
- 清涼飲料：烏龍茶、ピナ、ザはっさく、ザかぼす、はちみつレモン、ライトフルーツソーダ、フルーツイン、トラッド、クノール、紅茶伝説、うめ茶、こぶ茶、ティーンズ、フルーツソーダ、テラ、クリアコーラ、梅ソーダ、MIX INなどを（AJINOMOTO DRINKS）展開していたが、現在は撤退。
- 乳製品：（カルピス・ダノンジャパン）を展開していたが、現在は撤退。
- 業務用食品：味の素フレッシュフーズを展開していたが、現在は撤退。
- 化学薬品（カセイソーダ、塩素、塩酸、次亜塩素酸ソーダ）、肥料（アミノ酸を活用した「エスサン肥料」）、殺虫剤（DDT、リンデン）を川崎工場で展開していたが、現在は撤退。
- 飼料用アミノ酸事業。かつては配合飼料「味えさ」（販売はアミノ飼料工業）を展開していたが、現在は撤退。

## 沿革
- 1907年（明治40年） - 鈴木三郎助が合資会社鈴木製薬所を設立。
- 1908年（明治41年） - 池田菊苗がグルタミン酸ナトリウムの製造法特許取得。
- 1909年（明治42年）5月20日 - 「味の素」（中瓶30gで50銭だった）の一般発売開始（創業の日）。

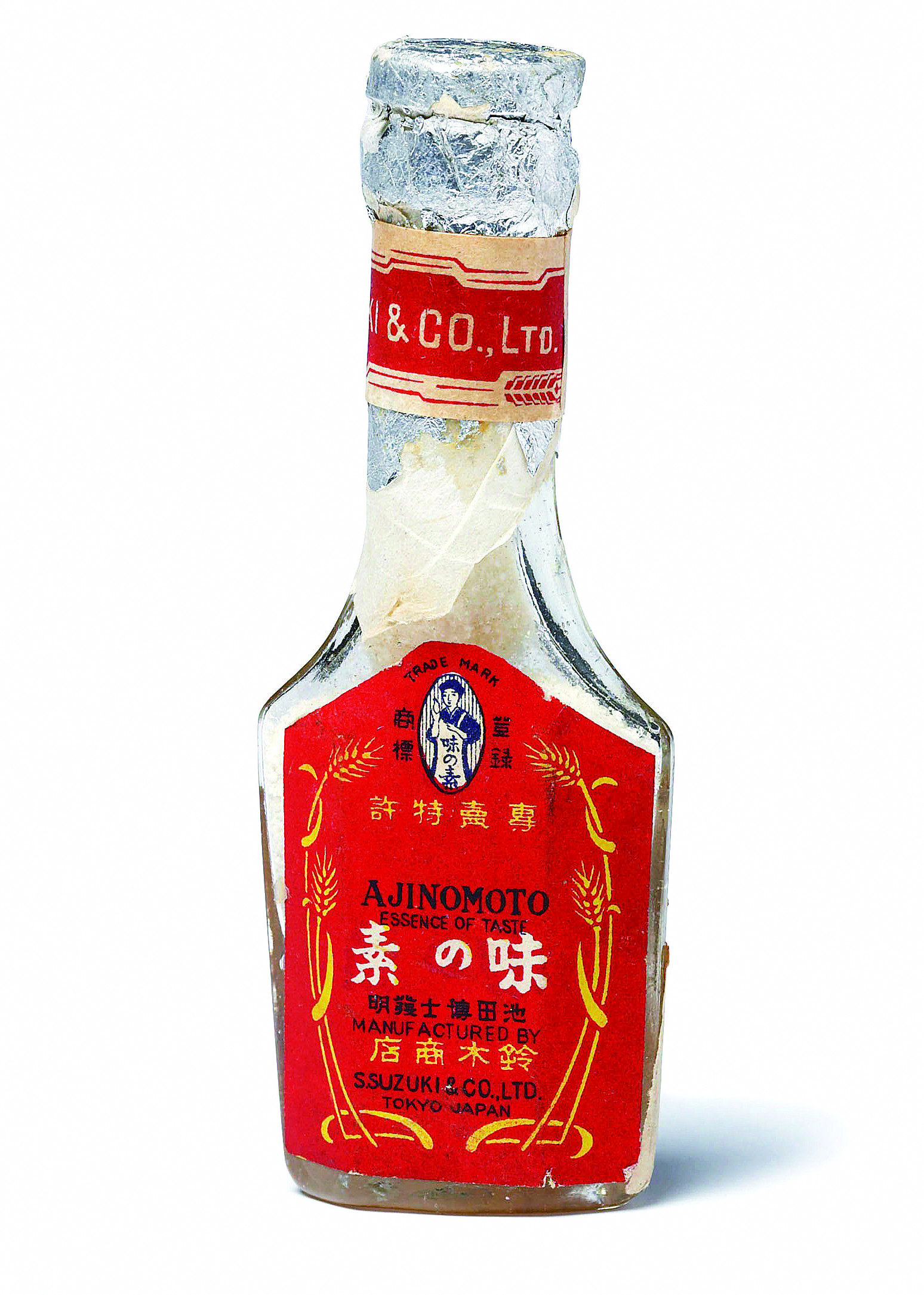
創業当時の「味の素」瓶(1909年)。当初は手頃な容器が用意できず薬品用の瓶を流用した。価格は40銭。

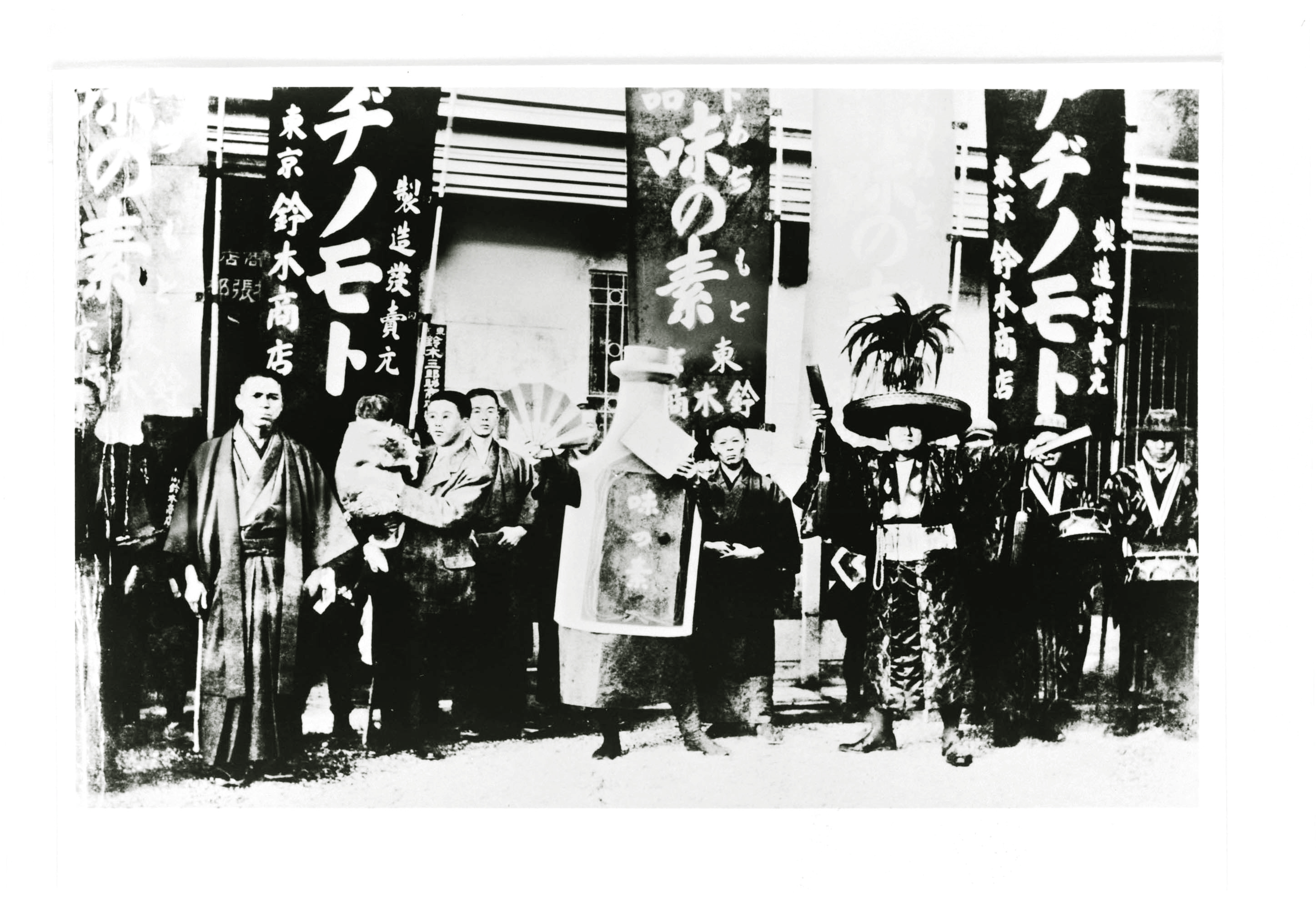
チンドン屋

- 1912年 - 合資会社鈴木商店に社名変更（双日などの前身の鈴木商店とは無関係）。
- 1914年（大正3年）9月 - 川崎工場開設。

- 1917年（大正6年）

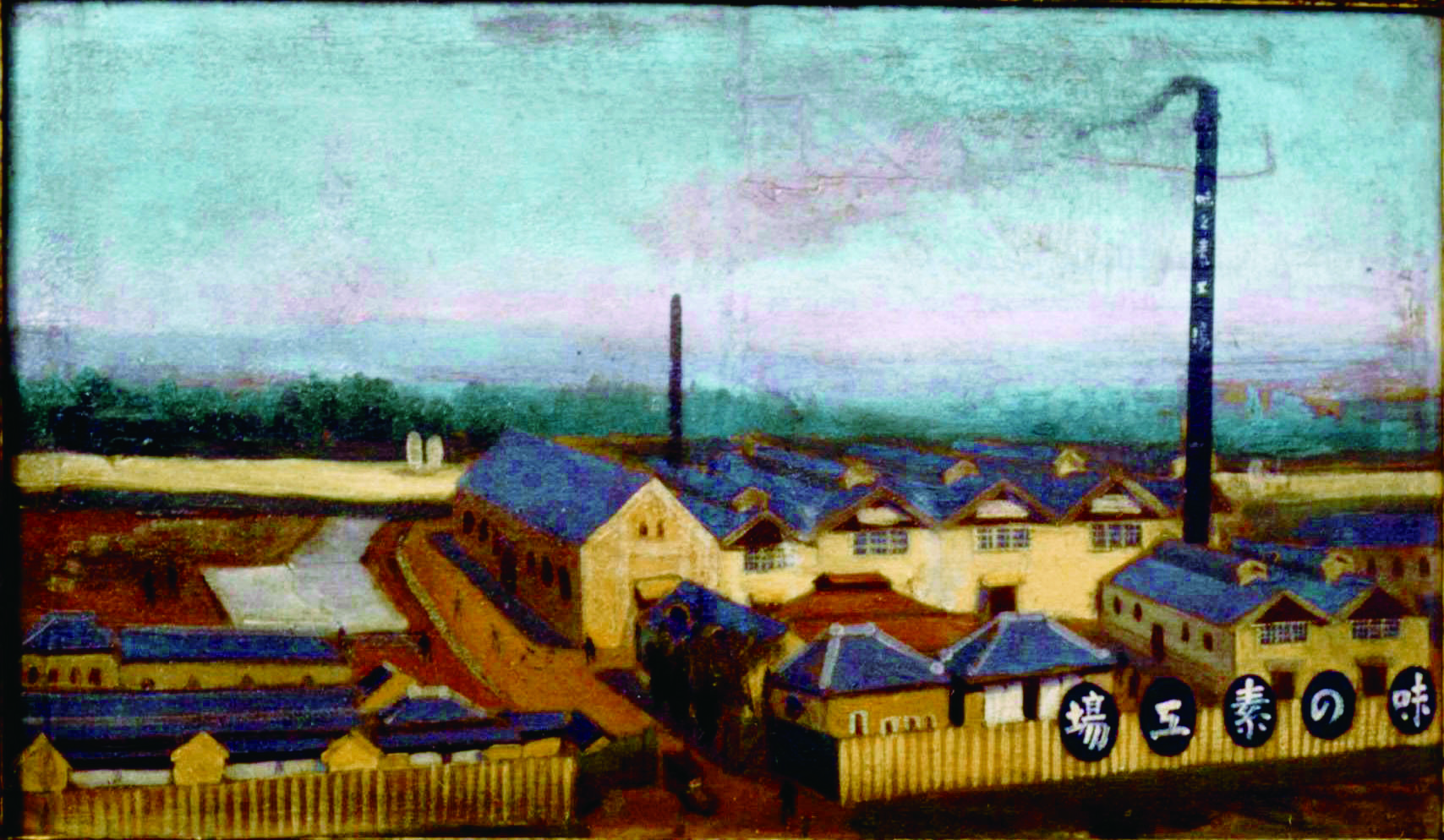
川崎工場の油絵（1910年代）

  - 6月17日 - 株式会社鈴木商店を設立（創立の日）。
  - 7月 - ニューヨーク事務所開設、日本国外進出。

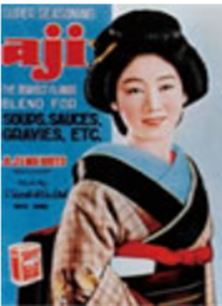
1937年ごろの米国向け宣伝

- 1923年（大正12年）9月1日 - 関東大震災により本社社屋焼失、川崎工場全壊。
- 1925年（大正14年）12月17日 - 株式会社鈴木商店と合資会社鈴木商店を統合し株式会社鈴木商店を新設（設立の日）。
- 1932年（昭和7年） 10月- 味の素本舗 株式会社鈴木商店に社名変更。
- 1940年（昭和15年）12月 - 鈴木食料工業株式会社に社名変更。
- 1943年（昭和18年）
  - 5月 - 大日本化学工業株式会社に社名変更。
  - 12月 - 佐賀工場（現在の九州事業所）開設。
- 1946年（昭和21年）2月 - 味の素株式会社に社名変更。
- 1951年（昭和26年） - それまでの単なる「瓶入り」から現在のような穴付き容器の「ふりかけ式」に容器を変更。これにより売り上げを伸ばす。
- 1958年（昭和33年）1月 - 日本コンソメ株式会社（後のクノール食品株式会社）設立。
- 1960年（昭和35年）10月 - 調味塩「アジシオ」を発売。
- 1962年（昭和37年）11月 - 複合調味料「ハイミー」を発売。
- 1963年（昭和38年）5月 - アメリカのケロッグ社との提携により「ケロッグコーンフレーク」を発売。
- 1964年（昭和39年）1月 - 「クノールスープ」を発売（ドイツクノール社との提携による）。
- 1968年（昭和43年）3月 - 当時の国産マヨネーズとしては珍しい全卵を使用した「味の素KKのマヨネーズ」（現：味の素ピュアセレクトマヨネーズ）を発売。
- 1970年（昭和45年）
  - 10月 - マーガリン「マリーナ」を発売。
  - 11月 - 和風調味料「ほんだし」を発売。
- 1972年（昭和47年）3月 - 冷凍食品事業に参入。
- 1973年（昭和48年）
  - 8月 - アメリカゼネラルフーヅ社（後の旧クラフトフーヅ、現モンデリーズ・インターナショナル、クラフトフーヅ・グループ）との合弁で味の素ゼネラルフーヅ株式会社（現：味の素AGF株式会社）を設立。
  - 10月 - 「クノールカップスープ」を発売。
- 1978年（昭和53年）
  - 6月 - 中華合わせ調味料「Cook Do」シリーズを発売。
  - 11月 - 中華風調味料「中華あじ」を発売。
- 1979年（昭和54年）5月 - アルギニン配合の栄養ドリンク「アルギンZ」（清涼飲料水）を発売、飲料事業に参入。
- 1981年（昭和56年） - 医薬事業に参入。
- 1986年（昭和61年） - 消費者向け商標を「味の素KK」から“AJINOMOTO”（黒ベース）に変更、同時に新キャッチコピー「生活のごちそうは、きっと笑顔だ。」を制定（1月）。
- 1990年（平成2年） - カルピス食品工業（現：カルピス）が味の素グループ入り。
- 1991年（平成3年） - カルピス食品工業（現：カルピス）の第三者割当増資を引き受け、味の素グループ傘下に収める。
- 1993年（平成5年）10月 - 「マリーナ」の販売・商標を日本リーバ（現：ユニリーバ・ジャパン）へ譲渡、マーガリン事業から撤退。
- 1995年（平成7年） - 「アミノバイタル」を発売。
- 1999年（平成11年）10月 - 現行のロゴ（赤ベース）に変更。同時にコーポレートスローガンを「あしたのもと AJINOMOTO」に変更。
- 2000年（平成12年）10月 - 冷凍食品事業を分社化、味の素冷凍食品株式会社を設立。
- 2002年（平成14年）4月 - 関連会社の味の素製油株式会社が、株式会社ホーネンコーポレーションと経営統合、持株会社として株式会社豊年味の素製油が発足。
- 2003年（平成15年）4月 - 株式会社豊年味の素製油に吉原製油株式会社が経営参加、豊年味の素製油は株式会社J-オイルミルズに商号変更。
- 2004年（平成16年）7月 - 株式会社J-オイルミルズが子会社3社の事業を完全統合。
- 2007年（平成19年）3月 - 鰹節メーカーのヤマキと業務・資本提携を締結、ヤマキを持分法適用会社化した。
- 2007年（平成19年）10月1日 - カルピス株式会社を完全子会社化。
- 2009年（平成21年）5月20日 - 創業100周年。
- 2010年（平成22年）4月1日
  - 前年10月から創業100周年記念スローガンとしてTVCMなどで用いていた「おいしさ、そして、いのちへ。（英文表記：Eat Well, Live Well.）」が当社の新しいコーポレートスローガンとなる。
  - 当社の医薬事業部、味の素ファルマ株式会社、味の素メディカ株式会社が統合し、味の素製薬株式会社が発足。
- 2012年（平成24年）10月 - カルピス株式会社の全株式をアサヒグループホールディングス株式会社へ譲渡（2016年1月に同社子会社のアサヒ飲料株式会社へ吸収合併され機能子会社化）。
- 2014年（平成26年）10月 - 英文表記のコーポレートスローガンに実質全面統一される。以降に制作される分のTVCMについてもこの表記に変更された。
- 2016年（平成28年）4月 - 味の素製薬株式会社がエーザイ株式会社の消化器疾患領域事業の一部を吸収分割によって承継し、EAファーマ株式会社が発足。エーザイ株式会社からEAファーマ株式会社への出資により、持分法適用会社へ移行。
- 2017年（平成29年）
  - 3月 - 
    - 味の素ゼネラルフーヅ株式会社が味の素AGF株式会社に商号変更。
    - 味の素物流株式会社の100%子会社だった北海道エース物流の全株式を当社およびカゴメ株式会社、日清フーズ株式会社（現:日清製粉ウェルナ株式会社）、ハウス食品グループ本社の4社で均等取得して合弁会社化され、（初代）F-LINEに商号変更される。

  - 4月 - 味の素物流の100%子会社だった九州エース物流の全株式を（初代）F-LINEが取得して子会社され、九州F-LINEに商号変更される。
  - 10月 - コーポレートブランドロゴを改定。Aとjを組み合わせたグループ共通のグローバルブランドロゴが導入され、「AJINOMOTO」のロゴも太字化された（なお、提供番組(後述)のクレジット表記は12月25日よりグローバルブランドロゴ付の新ロゴに変更、製品パッケージへは同年2月にパッケージリニューアルされた「Cook Do」を皮切りに、同時期以降発売の新製品やリニューアル品から順次表記される）[12]。
  - 12月 - 韓国 農心との合弁会社味の素農心フーズの設立を発表。
- 2019年（平成31年）
  - 4月 -
    - 味の素物流株式会社がカゴメ株式会社の100%子会社であるカゴメ物流サービス、（初代）F-LINE、九州F-LINEの全事業及びハウス食品グループの100%子会社であるハウス物流サービスの一部の事業を統合。併せて、味の素物流にカゴメ、日清オイリオグループ、日清フーズ、ハウス食品グループ本社の4社が出資して合弁会社化され、（2代目）F-LINEに商号変更[13]。
    - 川崎事業所及び東海事業所の調味料・加工食品の製造・包装事業、味の素パッケージング株式会社の製造・包装事業、クノール食品株式会社が統合され、味の素食品株式会社を発足。同時に、クノール食品の子会社である北海道クノール食品株式会社とクノールトレーディング株式会社を味の素食品北海道株式会社と味の素AFMトレーディング株式会社にそれぞれ商号変更する[14]（なお、味の素食品株式会社の発足に伴い、リニューアル品を除く既存品に関しても、製造者に味の素食品株式会社が明記された製品は、パッケージに記載の社名ロゴが前述したグローバルブランドロゴ付の新ロゴに表記変更される）。
- 2020年（令和2年）
  - 3月31日 - 日本ケロッグとの総販売元契約を解消。
- 2024年（令和6年）
  - 6月7日 - 本社機能を2026年春頃TODA BUILDING（東京都中央区）へ移転することを発表[15]。

### 歴代社長
| 代数   | 氏名             | 在任期間    | 出身校                             |
| ------ | ---------------- | ----------- | ---------------------------------- |
| 初代   | 二代目鈴木三郎助 | 1917 - 1931 | 尋常小学校                         |
| 第2代  | 鈴木忠治         | 1931 - 1940 | 横浜商業学校                       |
| 第3代  | 三代目鈴木三郎助 | 1941 - 1950 | 京華商業学校（現京華商業高等学校） |
| 第4代  | 道面豊信         | 1950 - 1965 | オハイオ北部大学、コロンビア大学   |
| 第5代  | 鈴木恭二         | 1965 - 1973 | 東京帝国大学法学部                 |
| 第6代  | 渡辺文蔵         | 1973 - 1981 | 東京商科大学（現一橋大学）         |
| 第7代  | 歌田勝弘         | 1981 - 1989 | 東京帝国大学法学部                 |
| 第8代  | 鳥羽董           | 1989 - 1995 | 慶應義塾大学大学院経済学研究科     |
| 第9代  | 稲森俊介         | 1995 - 1997 | 一橋大学社会学部                   |
| 第10代 | 江頭邦雄         | 1997 - 2005 | 一橋大学経済学部                   |
| 第11代 | 山口範雄         | 2005 - 2009 | 東京大学文学部                     |
| 第12代 | 伊藤雅俊         | 2009 - 2015 | 慶應義塾大学経済学部               |
| 第13代 | 西井孝明         | 2015 - 2022 | 同志社大学文学部                   |
| 第14代 | 藤江太郎         | 2022 - 2025 | 京都大学農学部                     |
| 第15代 | 中村茂雄         | 2025 -      | 東京工業大学 工学部 生物工学科     |

### 歴代のコーポレートスローガン
- おいしく食べて健康づくりの味の素KK
- 生活のごちそうは、きっと笑顔だ。AJINOMOTO

（提供スポンサー読みは『生活に笑顔をお届けする味の素』であった）
- ちゃんとちゃんとのAJINOMOTO（1993年4月～1999年9月）
- あしたのもとAJINOMOTO（1999年10月～2010年3月）
- おいしさ、そして、いのちへ。 Eat Well, Live Well. AJINOMOTO（2010年4月～2014年9月）
- Eat Well, Live Well. AJINOMOTO（2014年10月～）

（TVCMでは2009年（平成21年）10月から創業100周年記念スローガンとして先行導入されていた。30秒版・60秒版のTVCMや提供読みでは2010年4月から2014年9月までは日本語表記の『おいしさ、そして、いのちへ。』のみを用いた。2014年10月以降は英文の"Eat Well, Live Well."を用いる。30秒以上のTVCMではサウンドロゴの前にスローガンがナレーションされるが、企業CM以外はサウンドロゴと重なり、一部は当社のCM出演者がスローガンの読み上げをする場合もあった。2017年10月のコーポレートブランドロゴの改定に伴い、2018年1月からはグローバルブランドロゴが一筆書きによって現れる新しいサウンドロゴとなり、30秒以上のTVCMでは従来通り"Eat Well, Live Well."のナレーションもある）

## 事業所
- 本社：東京都中央区京橋一丁目15番1号
- 支社：東京、東北（仙台市）、名古屋、大阪、九州（福岡市）
- 支店：関東（さいたま市）、中国（広島市）、北陸 （金沢市）、四国（高松市）
- 工場：川崎事業所、東海事業所（四日市市）、九州事業所（佐賀市）、医薬研究所（川崎市）

主要工場・研究施設は川崎事業所にあり、現在は部分的に改築を進めている。
川崎事業所の所在地である「鈴木町」の地名は、創業者鈴木三郎助に由来する。
- 日本国外：130以上の国・地域で事業展開。連結子会社、持分法適用会社は100社（2017年（平成29年）3月31日現在）

## 関連企業
- 味の素エンジニアリング
- 味の素コミュニケーションズ
- EAファーマ - 消化器疾患に特化した医薬品の製造・販売。2016年（平成28年）4月にエーザイの消化器疾患領域事業を味の素製薬（2010年（平成22年）4月に、味の素本体の医薬品事業部と、味の素ファルマ・味の素メディカの両社が統合して発足）が吸収分割により継承し、新たに発足。エーザイの子会社であるが、当社の持分法適用会社でもある。
- 味の素AGF（AGF）
- 味の素トレーディング
- 味の素トレジャリー・マネジメント
- F-LINE - 2019年（平成30年）4月に味の素物流がカゴメ物流サービス、F-LINE（初代）、九州F-LINEの3社とハウス物流サービスの一部事業が統合されるとともに、ハウス食品グループ・カゴメ・日清フーズ・日清オイリオグループの4社からの出資を受け、商号変更された。
- 味の素ベーカリー
- 味の素ヘルシーサプライ
- 味の素冷凍食品
- 味の素ダイレクト
- J-オイルミルズ - 旧味の素製油・ホーネンコーポレーション・吉原製油の3社が統合
- 味の素ニュートリション
- 北海道味の素
- 日本プロテイン
- デリカエース
- NRIシステムテクノ - かつて味の素100％子会社であったが、51%の株式を野村総合研究所に譲渡し、持分法適用会社となった。
- 味の素ファインテクノ
- 味の素食品
  - 味の素食品北海道
  - 味の素AFMトレーディング
- ヤマキ
- 沖縄味の素
- Ajinomoto Aminoscience LLC - Ajinomoto USA, Inc.の子会社。Ajipureブランドで、アメリカのcGMPs(医薬品適正製造基準)品質のBCAAなどを製造。
- プリマハム - 味の素が大株主
- 伊藤ハム - 2008年（平成20年）に業務提携。伊藤ハム米久ホールディングス傘下。
- 黒川乳業
- 味の素バングラデシュ
- 味の素カンボジア
- 味の素（香港）
- 味の素（中国）
- 味の素タイランド
- 味の素マレーシアBHD
- 味の素シンガポールプライベート
- PT味の素インドネシア
- 味の素インディア
- ミャンマー味の素フーヅ
- 味の素フィリピンズ
- 味の素韓国（コリア）
- 味の素（台湾）
- 味の素ベトナム
- 味の素欧州S.A.S
- 味の素ポーランド
- 味の素ブラジルLTDA
- 味の素メキシコS.A.de R.L. de C.V.
- 味の素ペルーS.A.
- 味の素USA INC
- 味の素エジプトフーズS.A.E.
- 味の素フーズナイジェリア

## 過去の主なグループ会社
- シマダヤ - 2007年（平成19年）に業務提携を解消されたため。グループから離脱。
- カルピス - 旧カルピスKK。一時期味の素グループの一員として、「ブレンディ」「カフェ・ラ・モード」「クノール」「紅茶伝説」「アミノバイタル」「アルギンZゴールド」「カルピス」「カルピスソーダ」「カルピスウォーター」「トラッド」「カルピス&フルーツ」「味わいカルピス」「ミルクココア」「ヌード（nude）」などだったが、2012年（平成24年）にアサヒグループホールディングスへ売却され、グループから離脱。2016年（平成28年）1月にアサヒグループホールディングス子会社のアサヒ飲料へ吸収合併される。
- ハウス食品 - かつて味の素が大株主であった。
- ダノンジャパン - 旧味の素ダノン→カルピス味の素ダノン。2007年（平成19年）にダノンの100%出資の子会社となったため、グループから離脱。
- メルシャン - 味の素が筆頭株主だったが、麒麟麦酒（キリンホールディングス）がTOB（味の素も賛同・参加）により2007年（平成19年）7月に事業子会社化。2013年（平成25年）1月にキリンホールディングスの中間持株会社で綜合飲料会社のキリン（現・麒麟麦酒 / キリンビバレッジ）の傘下へ移行されたが、2019年（令和元年）7月にキリンホールディングスがキリンを吸収合併したことに伴い、12年ぶりにキリンホールディングスの子会社に戻った。
- ギャバン - 子会社・業務提携だったが、2016年（平成28年）6月にハウス食品グループ本社のTOBに応じ保有全株式を売却。
- ケラノバ#日本法人 - 一部商品を味の素が販売する業務提携だったが、2020年（令和2年）3月に総販売元契約解消された。

## うま味調味料「味の素」
1907年（明治40年）、東京帝国大学教授の池田菊苗が、昆布だしに、４つの基本味（甘味、塩味、酸味、苦味）とは違う、もう一つの味があることを確信して研究に取り組む。同じころ、日本初の医学博士三宅秀が｢佳味は消化を促進する｣という説を唱え、これに励まされた池田博士は、1908年（明治41年）、ついに昆布だしの味成分がグルタミン酸というアミノ酸の一種であることを発見した。この味を「うま味」と命名し、さらにグルタミン酸を原料としたうま味調味料の製造方法を発明し、創業者の二代目鈴木三郎助が工業化に成功した。
開発当初は「味精」という名称であり、中華圏では、現在も「味精」と呼ばれている。「味の素」を商標登録した際には、石油系材料の表記を巡って争われた。登録後は「味の素」は、日本ではうま味調味料の代名詞とされるほど普及した。
「味の素」の主な原材料はL-グルタミン酸ナトリウム。グルタミン酸ナトリウム（グルタミン酸ソーダ）はグルタミン酸のナトリウム塩のことで、この物質のL体が調味料として使用されている。現在ではうま味調味料（現在「アミノ酸等」と商品には表示）と呼ばれる。
製品には鰹節、シイタケのうま味成分である5'-リボヌクレオタイドナトリウム（呈味性ヌクレオチドのイノシン酸ナトリウムとグアニル酸ナトリウムなど）を2.5%配合している。一般向けの「味の素」はL-グルタミン酸ナトリウムを97.5%配合しているが、業務用の「味の素S」は一般向けと処方が異なり、L-グルタミン酸ナトリウム99%、5'-リボヌクレオタイドナトリウムを1%配合している。

### 製法
食用グルタミン酸ナトリウム生産の先駆けである味の素社は当初小麦などのグルテンを加水分解することによって生産していた。しかし、コストが非常に高くつくため、石油由来成分（アクリロニトリルなど）による合成など様々な手法が試みられた。
しかし協和醱酵工業（現：協和キリン）によりグルタミン酸生産菌が発見され、これに廃糖蜜（サトウキビもしくはトウモロコシやキャッサバから砂糖を搾り取った残滓）あるいは米などをエネルギー源として与え発酵させてグルタミン酸を得る手法が安全性、費用面において優れていることから、現在ではこのグルタミン酸生産菌による発酵法が主流となっている。
発酵過程でビオチンを阻害するなどの、グルタミン酸生産菌のグルタミン酸生産を活性化する添加剤や、窒素源（硫酸アンモニウムなど）、発泡を調整する薬剤（消泡剤）が加えられる。

### 「味の素」のラインナップ
過去には「味の素」1kg缶（金色缶）が発売されていた。1kg缶は1927年（昭和2年）から発売が開始された、味の素社製品の中では最も息の長い商品であったが、「味の素」のラインナップ見直しにより2015年（平成27年）8月の出荷分を以て87年に及ぶ歴史に幕を下ろした。このほか、業務用「味の素S」3kg袋も業務用向け商品のラインナップ見直しにより2019年（平成31年/令和元年）末までに製造・出荷終了となっている。
※ 2024年10月現在
- 「味の素」70g瓶（アジパンダ瓶）
- 「味の素」30g袋
- 「味の素」50g袋
- 「味の素」100g袋
- 「味の素」400g袋
- 業務用「味の素S」1kg袋
- 業務用「味の素S」20kg箱

### 派生商品
同社の「うま味調味料」で「ハイミー」（味の素）が販売されている。「ハイミー」はリボヌクレオタイドナトリウム（呈味性ヌクレオチド）の含有量を8%にまで引き上げた派生商品である。
他社商品では、「シマヤだしの素」（シマヤ）、「フレーブ」「日東味の精」（ヤマサ醤油）、「いの一番」（武田薬品工業→武田食品工業→武田キリン食品→キリンフードテック→キリン協和フーズ→MCフードスペシャリティーズ→三菱商事ライフサイエンス）、「ミタス」（旭化成→日本たばこ産業→富士食品工業）、「味楽」（新進）、「グルエース」（キリン協和フーズ→MCフードスペシャリティーズ）、「味元」（韓国・大象）、「味全」（台湾・味全食品工業）などがある。

### 類似商品・商標・特許侵害
類似商品・商標・特許侵害に対して訴訟をしたこともある。
韓国CJグループ系列3社が味の素の特許（うま味調味料および飼料用アミノ酸の製造関連）の一部侵害を認め、和解金を支払うことで合意した。和解金総額は非公表だが、4件の訴訟（日米独で2016年に提訴）に対し合計で推定40億円とされる。日米ドイツでの和解をもって両社間の特許紛争は終結した。争点はCJが味の素の特許技術（特に微生物を用いたMSG製造技術）を無断で使用し類似品を製造したかどうかであり、ドイツの裁判所は2020年1月、微生物の遺伝子検査により、CJによる味の素の技術の無断使用を認める判決を下した。
世界各国で模倣品や類似品への対策を積極的に実施している。中国ではECサイトと連携して偽ショップを閉店させたり、ベトナムでは関係当局に対し偽物の見分け方を指導することで摘発件数を増加させた。さらにタイでは、刑事摘発により模倣品5万袋を押収し、この成果は現地で大きく報道された。また、ボリビアにおいては民事訴訟を通じて類似品の販売差止に成功している。

### その他
- 1909年（明治42年）の発売当初は、新製品だったことに加え、なかなか売れずに苦戦を強いられた。鈴木が販売促進のために大阪に出掛けたところ、うどんが食文化として定着していたことや、うどんの出汁を昆布で取ることから、昆布のうま味成分を抽出した味の素は格好の市場となり、鈴木は大阪市内のうどん屋や高級料亭などに向けて、味の素を売り込みに回ると共に、大阪で大きな足掛かりを築き、これがその後の味の素の評判につながることになる。また「大阪の食文化への貢献」もあり、1996年（平成8年）には「ほんだし うどんおでんだし」（通称・どんでん、現在は販売終了）の発売に際し、吉本興業の所属タレント・坂田利夫をテレビCM[注釈 4]に起用したり、1993年（平成5年）には「ほんだし かつお・こんぶだし」のテレビCMには吉本興業所属のタレント・間寛平が出演した。また関西テレビの制作で関西ローカルで放送された「素のよしもと」のスポンサーを担当するなど、今日に至るまで吉本興業との関係が続いている[注釈 5]。
- 企業における柔軟な発想の転換の重要性を表す例として「味の素は売上（消費）促進の為に瓶の蓋の穴を大きくした」、との逸話または都市伝説が語られることがあるが、これは公式には否定されており、湿気による穴の目詰まりを防ぐためだとされている[20]。また英国出身のフードジャーナリスト、マイケル・ブースによる取材に対しては、より具体的に、消費者から味噌汁に振りかける時に湿気で穴が詰まると言う苦情が出たからと説明している[21]。
- 2015年（平成27年）5月12日付の日本経済新聞などの報道によると、味の素株式会社は同社の川崎工場で製造されている「味の素」の生産（精製工程のみ）を2015年度内に撤退し、1世紀に及ぶ日本国内での製造に幕を下ろすことが報じられた。「味の素」の精製に使われる原材料の高騰が撤退の理由とされており、今後はインドネシアやブラジルで原材料を精製し、倍散化工程と包装についてはこれまで通り日本国内で行う[22]。2016年現在、「味の素」の日本国内での生産は味の素株式会社九州事業所（佐賀県佐賀市）のみでおこなわれており、それを味の素食品の川崎工場、業務用（味の素S）はエース構内サービス（佐賀市）で容器に充填する体制が採られている。

## うま味調味料「味の素」の安全性
味の素は、1970年代まで石油製法でグルタミン酸ソーダを製造していた。1960年代から70年代にかけ、その安全性が議論され、1969年には国会でも取り上げられた。当時、原料の3割はノルマルパラフィンなどの石油製品であり、この製法を用いていたのは味の素だけであった。石油由来のアクリロニトリルやノルマルパラフィンから酢酸が生成され、それらによって、グルタミン酸を製造していた。
1969年（昭和44年）の第61回国会 科学技術振興対策特別委員会で、食品衛生法についての議論において、グルタミン酸ナトリウムの石油製法についてとりあげられた。競合の協和醗酵工業（現：協和発酵キリン）は、石油に含まれる有害なタール除去の技術的課題を指摘した。製品に発がん性タールが残留するかは、当時検査されていなかった。当時の味の素のアミノ酸開発部長は、「安全性確認には多世代にわたる長期的な毒性試験が必要であり、一企業での実施は困難である」と答弁した。
1972年（昭和47年）に味付昆布にグルタミン酸ナトリウムを「増量剤」として使用し、健康被害が起きた事故があった。その症状は頭痛、上半身感覚異常などであり、問題の商品には、製品の25.92%～43.60%のグルタミン酸ナトリウムが検出され「調味料としての一般的な使用」とは程遠いものであった。
JECFA（国際連合食糧農業機関）は1971年大会および1974年大会にて、一日許容摂取量（ADI）を 120 mg/kg 以下と定めた。また動物実験で新生児への影響が指摘され、この制限に当てはまらないとした。その後ADIを超える摂取事例が報告されたため73年以降の研究に基づいた再協議がJECFA1987年第31回会議にて行われた。その結果、通常の経口摂取では幼児も含めヒトに対する毒性はなく、JECFAはグルタミン酸ナトリウムの一日許容摂取量を「なし」とした。ただし一度の大量摂取は注意すべきとしている。米国食品医薬品局（FDA）、ヨーロッパ食品情報会議（EUFIC）、欧州連合食品科学委員会（SCF）なども同様にADIを特定しないとする評価を90年代に下している。
中華料理店症候群
中華料理を食べた人が、頭痛、歯痛、顔面の紅潮、体の痺れなどの症状を訴えた中華料理店症候群（Chinese Restaurant Syndrome）があり、料理にグルタミン酸ナトリウムが含まれたため関連が疑われたが、数々の二重盲検法によって否定されている。
緑内障の原因の可能性
2002年（平成14年）に発表された弘前大学の大黒浩らの報告によると、高濃度のグルタミン酸ナトリウムを摂取させたラットの目には障害が発生しやすいという。大黒らは、このことがグルタミン酸ナトリウムが欧米に比べて広く使われているアジアで（正常圧）緑内障が多い原因のひとつではないかと推測している。ただし食品安全委員会の評価では、上記はマウスおよびラットの新生児の事象であり、サルを含めた他の動物では発生が確認されないため、グルタミン酸ナトリウムが添加物として適切に使用される限り障害は起こらないと判断されている。
味覚飽和の問題
グルタミン酸ナトリウムの性質として、味覚から過剰摂取を感知できないという問題がある。通常、塩などの調味料は投入過剰状態になると「塩っぱすぎる（辛すぎる）」状態となり、味の濃さを感じることで過剰摂取に気づくことができるが、グルタミン酸ナトリウムはある程度の分量を超えると味覚の感受性が飽和状態になり、味の濃さが変わらず同じような味に感じるため、過剰摂取に気づきにくく、また飲食店も過剰投入してしまいがちになってしまう。その結果、調味料としての通常の使用では考えられない分量のグルタミン酸ナトリウムを摂取してしまう場合があり、注意が必要である。
その他
1917年（大正6年）ごろには、「味の素の原料はヘビだ」という噂が流れた。大道商売の薬売りが、売り口上として面白おかしく語ったことに端を発するのだが、これが宮武外骨が刊行していた『滑稽新聞』に取り上げられ、一般に広まった為、売り上げが激減した。これを受け、当時の製造元であった鈴木商店は、東京朝日新聞などの新聞広告でこの噂は嘘だと反論したが、逆にこれが噂をさらに広げる結果となり、売上減は続いたが、1923年の関東大震災の際、原材料だった小麦粉を救援物資として放出したこと、そして昭和2年に「味の素」が宮内省の買上品指定となったことなどが蛇説解消の一助となった。

## 味の素をめぐる事件

### 国際カルテル事件
2000年、長年に渡って飼料添加物リジンを巡る国際カルテルに加担していたことが、連邦捜査局（FBI）によって暴露された。
「競合企業は友、顧客企業は敵」を合言葉に、アーチャー・ダニエルズ・ミッドランド（ADM）が主導し、協和発酵、味元、第一毛織など、リジンに関するあらゆる世界的企業が参加した価格設定の会議に、味の素の重役も出席していたことが、FBIの盗撮によって明らかになった。証拠として、少なくとも1993年から1995年の映像が存在した。
後にスティーヴン・ソダーバーグによって映画化された（『インフォーマント!』）。

### 総会屋への利益供与事件
1997年（平成9年）に商法違反事件が発覚し、総会屋に対し利益供与を行っていたとして、担当社員が起訴された。起訴事由の供与金額は1千万円ほどだったが、実際には1億円もの金額が動いたという説もあり、経営陣の関与も取りざたされた。当時は、大手証券会社などが同様の事案で次々と立件され社会問題となっていたが、同社は国民生活に密着した企業だけに、イメージダウンは大きかった。「ちゃんとちゃんとの味の素」というキャッチフレーズを使用したテレビCMの放送が中止され（公共広告機構（現：ACジャパン）に差し替え）、日本テレビ系の「ごちそうさま」などメインスポンサーを務めていた番組が打ち切りになった。当時、同社で総会屋対策に当たっていた石神隆夫が『汚れ役 -「味の素総務部」裏ファイル』（太田出版）という本を出版している。

### 味の素追放事件
2000年（平成12年）、インドネシアで、「味の素」の原料にイスラームで禁忌とされている豚肉が使用されている疑いがあるという噂が流れた。材料として豚の成分を使用してはいなかったが、発酵菌の栄養源を作る過程で触媒として豚の酵素を使用していたために、現地法人の社長が逮捕され、味の素製品は同国の食料品店から姿を消した。同社は2001年（平成13年）2月に商品の回収を終了、触媒を変更したことにより販売許可（Halal）が下り、社長も釈放され、製造販売を再開した。

### 特許報奨金訴訟
2002年（平成14年）9月20日、人工甘味料アスパルテームの製造法を開発した元社員が、発明特許の対価として20億円を請求する旨の訴えを東京地方裁判所に起こした。元社員は退職時に「特許報奨金」として1000万円を受け取っていたが、2004年（平成16年）2月24日、同地裁は、発明に対する相当対価額は1億9935万円であるとして、会社側に対し、支払い済みの1000万円を差し引いた1億8935万円の支払いを命じた。この一審判決に対して味の素、元社員ともに控訴したが、二審の東京高等裁判所で強い和解勧告を受け、会社側が元社員に1億5000万円を支払うことで決着した。

## 命名権（ネーミングライツ）
以下の4施設の命名権（ネーミングライツ）を取得している。
味の素スタジアム
- 東京スタジアム（東京都調布市）に対して命名。
- 当初の契約は、2003年（平成15年）3月1日から2008年（平成20年）2月29日までの5年間、総額12億円（2.4億円/年）。
- 一度目の延長契約は、2008年（平成20年）3月1日から2014年（平成26年）2月28日までの6年間、総額14億円（約2.3億円/年）。
- 二度目の延長契約は、2014年（平成26年）3月1日から2019年（平成31年）2月28日までの5年間、総額10億円（約2億円/年）。
- 三度目の延長契約は、2019年（平成31年）3月1日から2024年（令和6年）2月29日までの5年間、総額11.5億円（約2.3億円/年）。
- 四度目の延長契約は、2024年（令和6年）3月1日から2029年（令和11年）2月28日までの5年間、総額10.5億円（約2.1億円/年）。
- 屋外競技場として日本初の命名権導入例。
- サブグラウンドの命名権も併せて取得しており「アミノバイタルフィールド」の名称が付けられている。また付随する広場にも「アジペン広場」「アジパンダ広場」の呼称が付けられた。
- 但し、開催会場の命名権行使が禁止（クリーンスタジアム規定）されているFIFA（国際サッカー連盟）主催サッカー国際試合（FIFAワールドカップ大陸予選など）開催日前後は、本会場及びサブグラウンドの名称が全て正式名称に戻される。

味の素ナショナルトレーニングセンター
- ナショナルトレーニングセンターの中核拠点施設（東京都北区）に対して命名。
- 契約期間は2009年（平成21年）5月11日から4年間。その後延長され、現契約は2029年（令和11年）3月31日まで有効。
- 消費税を除いた契約金額は、当初1年あたり8千万円、4年総額で3億2千万円。2025年からの現契約では、後述する西が丘と合わせて総額5億4000万円（1億3500万円/年）。
- 国立施設として日本初の命名権導入例。

味の素フィールド西が丘
- 国立西が丘サッカー場（東京都北区）に対して命名。
- 契約期間は2012年（平成24年）5月1日から5年間、契約金は年7500万円。こちらもその後延長され、2029年3月31日まで有効。

アミノバイタルトレーニングセンター宮崎
- 宮崎県屋外型トレーニングセンター（宮崎県宮崎市）に対して命名。
- 契約期間は2023年（令和5年）4月1日から3年間（最大2年間の延長が可能）、契約金は年1000万円。

## テレビ番組
- 日経スペシャル カンブリア宮殿 100年企業に今なお息づく開拓者精神!（2010年11月11日、テレビ東京）- 味の素社長（当時） 伊藤雅俊出演[45]。
- 知られざるガリバー〜エクセレントカンパニーファイル〜（2022年8月13日、テレビ東京）- 味の素社長（当時） 藤江太郎出演[46]。

## 提供番組
※●印は一社提供、★印は60秒提供。ただし、一部日についてはAGF・J-オイルミルズのCMが流れ放映されることもある。

### 現在
日本テレビ系
- ZIP!
- news every.（2023年4月 - ） [注釈 8][注釈 9]
- THE突破ファイル （2022年10月 - ） ※後半ナショナルスポンサー[注釈 10][注釈 11]。
- 上田と女が吠える夜 （2023年4月・10月 - ）[注釈 12][注釈 13]

TBS系
- CDTVライブ!ライブ!（2023年10月 - ）[注釈 14]
- マツコの知らない世界（2015年10月 - ）[注釈 15]
- 火曜ドラマ（2016年10月 - ）[注釈 16]
- 櫻井・有吉 THE夜会（2014年10月 - ）[注釈 17][注釈 18][注釈 19]

フジテレビ系
- Live News イット!（平日全国枠隔日・カラー表記。）
- サザエさん（2012年10月 - ）[注釈 20]

テレビ朝日系
- 家事ヤロウ!!! (2023年4月 - ) [注釈 21][注釈 22]
- マツコ&有吉 かりそめ天国 (2022年10月 - ) [注釈 23][注釈 24]
- ドラえもん（不定期）

テレビ東京系
- 家、ついて行ってイイですか?（2021年10月より）[注釈 25][注釈 26]

その他
- ●YOSHI!SPO!VITAL!（関西テレビ）
- ●アスリート・インフィニティ（BS朝日）
- コシノジュンコ MASACA（TBSラジオ／2015年4月 - 、2015年12月まで★、2016年1月以降AGFの60秒が追加）
- SCHOOL OF LOCK!（TOKYO FM／木曜日 2013年1月 - ）

### 過去

#### 日本テレビ系
- 午後は○○おもいッきりテレビ（隔日）
- 日本テレビ系土曜19:30
  - ●ミッキーマウス・クラブ（第1期）

水曜18:15枠に移動後や、第2期版は別社が提供。
- - ●パウワウ坊や
  - ●ウッドペッカー
  - ●味の素ホイホイ・ミュージック・スクール
  - ●弁慶
  - ●九ちゃん!
  - ●イチ・ニのキュー!
- ●ごちそうさま
- 金曜劇場
- 火曜ドラマ
- 水曜ドラマ
- 前田武彦の天下のライバル
- なんでもやりまショー
- ウッチャンナンチャンのウリナリ!!（1997年10月~1998年3月）
- 有吉ゼミ（『ボンビーガール』から移動。）
- 幸せ!ボンビーガール
- しゃべくり007
- 世界まる見え!テレビ特捜部（2021年10月 - 同年12月、2022年4月） - 森永製菓から引き継いだ。3か月提供した後、現在は再び森永製菓に交代。
- スッキリ [注釈 27]
- ヒルナンデス! [注釈 28][注釈 29]
- 嗚呼!!みんなの動物園（2021年4月・7月、2023年4月）
- 踊る!さんま御殿!!（2022年10月）
- 土曜ドラマ（2009年4月 - 2023年9月）[注釈 30][注釈 31]

#### TBS系
- 愛の劇場（1999年10月~2004年9月）
- 月曜ロードショー
- TBS金曜9時枠の連続ドラマ（1985年10月から1988年3月まで90秒、1990年4月~2000年3月は60秒）
- ●おもしろ流行通信
- ●合言葉は音楽気分!
- 金曜テレビの星!
- ドリーム・プレス社
- 水曜プレミアシネマ
- Gメン99
- ひるドラ（毎日放送と中部日本放送との交互制作）
- 中居正広の金曜日のスマイルたちへ（2020年10月～12月）
- アイ・アム・冒険少年（2021年4月・7月）

#### フジテレビ系
- ●テレビくん、どうも!
- なんだって好奇心（1986年10月~1987年3月）
- タイム3
- ちびまる子ちゃん
- もしもツアーズ
- 世界は言葉でできている
- VS魂（2021年10月~12月、2022年4月）
- めざましテレビ
- 森田一義アワー 笑っていいとも!→バイキング
- 痛快TV スカッとジャパン（『木曜劇場』から移動）
- ホンマでっか!?TV（『木曜劇場』から移動）

フジテレビ土曜19時台
- 脳内エステ IQサプリ→爆笑レッドカーペット→人志松本の○○な話→(株)世界衝撃映像社→潜入!リアルスコープ→リアルスコープZ→超潜入!リアルスコープハイパー

「レッドカーペット」〜「(株)世界衝撃映像社」の放送期間は木曜劇場と同様、隔月=奇数月担当でAGF=偶数月担当と交互にクレジットされていた。「世界衝撃」までは隔週毎に前後半入れ替えたが、「リアルスコープ」から後半枠に固定。また、「世界衝撃」まではAGFのCMが放映されたが、「リアルスコープ」から稀にヤマキのCMが流れる。）
※ただし、同枠がプロ野球中継などに急遽差し替わる場合、CMとスポンサー枠を返上し、年末年始を含む単発特番へ提供番組変更することもある。
- ★木曜劇場（1988年10月 - 2018年3月、[注釈 32]2016年10月より60秒に短縮し、2017年4月より30秒に短縮。開始当初から2008年3月までは60秒[注釈 33]、2008年4月より大筆頭となり、2010年3月までは90秒、2010年4月 - 9月まで120秒（途中7月1日のみ90秒）、同年10月 - 2016年9月は再び90秒で提供しており、2016年9月までは隔月=偶数月担当で、AGF=奇数月担当と交互にクレジットされていた。2016年10月からクレジット上は奇数月を含め味の素に統一されたが、引き続きAGF、および関連会社のヤマキ・JオイルミルズのCMが放映されることもある）[注釈 34]。なお1988年9月以前はかつて同局系日曜20時で長く続いていた長寿番組『オールスター家族対抗歌合戦』の筆頭複数社の1社であった[注釈 35][注釈 36]。

- 直撃LIVE グッディ!
- フジテレビ系列夕方ニュース枠（2017年10月 - ）
  - みんなのニュース（隔日、- 2018年3月）→プライムニュース イブニング（隔日、2018年4月 - 2019年3月）
    - 日によってはAGFのCMが放映される場合があった。
- ●素のよしもと（関西テレビ）

#### テレビ朝日系
- ●ほんパラ!関口堂書店→ほんパラ!痛快ゼミナール
- ●笑顔がごちそう ウチゴハン
- ●〜世界にひとつ〜ミラクルレシピ!
- ●ごはんジャパン『ほんパラ!関口堂書店→ほんパラ!痛快ゼミナール』→『ウチゴハン』→『ミラクルレシピ!』から移動、CMには字幕表記入り
- いまどき!ごはん
- 欽ちゃんのどこまでやるの!?（1981年4月 - 1986年9月）1981年4月以前のスポンサーだった味の素AGFの製品のCMも引き続き流れた。
- 土曜ワイド劇場
- 日曜洋画劇場
- ビートたけしのスポーツ大将
- いきなり!黄金伝説。
- モーニングショー
- 10万円でできるかな（2022年10月 - 2023年4月）[注釈 37][注釈 38]

#### テレビ東京系
- ●クイズくいず食図
- 開運!なんでも鑑定団
- 出没!アド街ック天国
- ★YOUは何しに日本へ?
- モヤモヤさまぁ〜ず2（2012年1月 - 2013年9月までは30秒、2013年10月から2019年3月までは60秒、同年4月より再び30秒となる。2021年9月まで）
- ●母の味宅配便（BSジャパン）

#### その他
- ●味の素 ハート・オブ・ポップス（TBSラジオ）
- ●Teens'ブリブリCLUB（文化放送）
- AJI FM SUPER MIXTURE〜ワールド・ヒット・チャート〜（エフエム東京）
- AJI FMハートピア（エフエム東京）
- AGFコーヒータイム（エフエム東京）

## CM出演者

### 現在
※ 地上波版と衛星放送版で権利・肖像権の関係上、CM出演者が全く異なるため本頁では地上波版のCM出演者のみ記述する。
- 小栗旬（味の素、ほんだし、冷凍食品） - 過去には「クノール」、企業CM[注釈 39]にも出演
- 藤澤遥（味の素）
- 櫻井翔（嵐）（冷凍食品）
- 永瀬廉（King & Prince）（冷凍餃子）
- 河合優実（クノールカップスープ）
- 川口春奈（クノール・スープDELI）- 過去には「クノールカップスープ」
- 杉咲花 （ほんだし） - 過去には「クックドゥ」
- 神木隆之介（ほんだし）- 過去には「フリフリシェイク」「クノールカップスープ」「パルスイート」
- 賀来賢人（ほんだし、冷凍食品）
- 本田博太郎（やさしお）
- 未知やすえ（クックドゥ、関西地区限定）
- 林裕人（ほんだし、関西地区限定）
- 山田涼介（Hey!Say!JUMP）（クックドゥ・香味ペースト）
- 西田尚美（クックドゥおかずごはん）
- 阿部寛（クックドゥ）
- 仲里依紗（コンソメ）
- 渡辺直美（丸鶏がらスープ）
- 石田ゆり子（ピュアセレクト）- 過去には「ほんだし煮物上手」
- 小池栄子（クックドゥきょうの大皿）
- 柳楽優弥（クックドゥ香味ペースト）
- 阿部サダヲ（鍋キューブ）
- 山本耕史（パスタキューブ）
- 磯村勇斗（パスタキューブ）
- 広瀬すず（冷凍食品）
- 木﨑ゆりあ（冷凍食品）
- 堀内敬子（冷凍食品）
- 武井壮（アミノバイタル）
- 下条アトム（生オリーブオイルソース〈瀬戸内レモン〉） - ナレーションのみ

### 過去
- 佐野量子（味の素）
- 原辰徳（味の素）
- 阿川佐和子（味の素）
- 坂本九（味の素）景品限定のオリジナル・ソング（タイトルは「マイ・ファミリー味の素」）も歌っていた。
- アンディ・ウィリアムス（味の素）同上。アンディ・ウィリアムスの歌うオリジナル・ソングは後に市販された。
- 草彅剛（味の素）- SMAPとしての出演経験あり。
- 天地真理（マヨネーズ）
- 秋野暢子（コンソメ）
- 田中律子（コンソメ）
- 瀬戸朝香（コンソメ）
- 森絵梨佳（コンソメ）
- 加藤斗真（コンソメ）
- 高橋ゆかり（企業イメージ『生活のごちそうは、きっと笑顔だ。』(恋は、なんだか力仕事です) ）
- 牧瀬里穂（白がゆ、企業イメージ『ちゃんと、ちゃんとの味の素』、冷凍食品、コーン油、コンソメ、マヨネーズ、スリムアップシュガー）
- 坂井真紀（企業CM）
- 久米宏（中華料理）
- 木梨憲武（とんねるず）（クックドゥ）
- 樋口可南子（クックドゥ）
- 黒柳徹子（クックドゥ、中華あじ）
- 安田成美（クックドゥ）
- 近藤芳正（クックドゥ）
- 三吉彩花（クックドゥ）
- 妻夫木聡（クックドゥ）
- 馬渕英俚可（クックドゥ）
- 江角マキコ（クックドゥ） - 「笑顔がごちそう ウチゴハン」の司会も担当。
- 黒崎レイナ（クックドゥ）
- 菜木のり子（クックドゥ）
- 山口智充（DonDokoDon）（クックドゥ）
- SKE48（クックドゥ香味ペースト）
- 松重豊（クックドゥきょうの大皿）
- 前田旺志郎（まえだまえだ）（クックドゥきょうの大皿）
- 高岡早紀（冷凍食品）
- 藤田まこと（冷凍食品）
- 高嶋政伸（冷凍食品）
- SMAP（クノールカップスープ）
- 中居正広（クノールカップスープ）- SMAPとしての出演経験あり。
- 小泉今日子（クノールカップスープ、鍋キューブ）
- 内山理名（クノールカップスープ）
- 観月ありさ（クノールカップスープ）
- 広末涼子（クノールカップスープ、冷凍食品）
- 鈴木杏（クノールカップスープ）
- 斉藤とも子（クノールカップスープ）
- 長澤まさみ（クノールカップスープ）
- 川島海荷（クノールカップスープ）
- 三浦春馬（クノールカップスープ） - 「つけパンVSひたパン」でつけパン派で登場。
- 北川景子（クノールカップスープ） - 「つけパンVSひたパン」でひたパン派で登場。
- 宮川大輔（クノールカップスープ） - 「つけパンVSひたパン」で謎の第三勢力（なまパン派）として登場。
- 井ノ原快彦（20th Century）（クノールカップスープ）
- 横山裕（関ジャニ∞）（クノールカップスープ）
- 手越祐也（NEWS）（クノールカップスープ）
- 宮崎あおい（ほんだし・クノールカップスープ）
- 池内淳子（ほんだし・クノールカップスープ）
- 加藤清史郎（クノールカップスープ）
- 南こうせつ（ほんだし）
- 樹木希林（ほんだし、健康サララ）
- 田中麗奈（ほんだし）
- 国仲涼子（味の素の基本だし）
- 相武紗季（味の素の基本だし・やさしお）
- 三田佳子（ほんだし）
- 相原勇（ほんだし）
- 小林克也（ほんだし）
- 遠野なぎこ（ほんだし）
- 宮沢りえ（ほんだし）
- 三ツ矢歌子（味の素ギフト）
- 五木ひろし（味の素ギフト）
- 中村雅俊（味の素ギフト、やさしお（相武紗季と共演））
- 石坂浩二（味の素ギフト）
- 紺野美沙子（味の素ギフト）
- 加山雄三（味の素ギフト）
- 小堺一機（味の素ギフト）
- アグネス・チャン（味の素ギフト）
- 薬丸裕英（味の素ギフト、味の素）
- 山口智子（味の素ギフト、ピュアオイル）
- 織田裕二（味の素ギフト、健康サララ、アミノバイタル）
- 柴咲コウ（レッツクイックパスタ）
- 高島忠夫（パルスイート） - 妻・寿美花代とともに、かつての同社一社提供番組「ごちそうさま」の司会を担当していた。
- 倍賞美津子（パルスイート）
- 井川遥（パルスイート）
- 松平健（パルスイート）
- 工藤静香（パルスイート）
- にしきのあきら（マリーナ）
- 清水由貴子（マリーナ）
- 渡部絵美（マリーナ）
- The Good-Bye（マリーナ）
- 片岡鶴太郎（マリーナ、健康サララ）
- ベティ・ブープ（マヨネーズ）
- 伊丹十三（マヨネーズ）
- 宮本信子（マヨネーズ）
- 中尾彬（健康サララ）
- 小林桂樹（ほんだし煮物上手）
- 中山美穂（やさしお）
- 岡田彰布（どんでん）
- 坂田利夫（どんでん）
- 市原悦子（ハイミー）
- 高峰秀子（ハイミー）
- 松田美由紀（冷凍食品）
- オードリー（アミノバイタル） - 月曜版「SUPER SURPRISE」内のみでの放送
- 香取慎吾 （ピュアセレクト、クノールカップスープ、冷凍食品、健康サララ） - SMAPとしての出演経験あり。
- 菅野美穂（ピュアセレクト、トスサラ）
- 佐藤健（ピュアセレクト）
- 戸田恵子（クックドゥ）
- スザンヌ（クックドゥ）
- 沢村一樹（コンソメ）
- SHELLY（コンソメ）
- 原田佳奈（コンソメ）
- 鈴木梨央（コンソメ）
- 向井理（丸鶏がらスープ、クノール・スープDELI）
- 豊川悦司（鍋キューブ）
- 吉高由里子（鍋キューブ）
- 佐藤二朗（鍋キューブ）
- 芦田愛菜（鍋キューブ）
- 田中圭（鍋キューブ）
- ピエール瀧（クックドゥおかずごはん）
- 竹内涼真 （クックドゥ）
- 浜辺美波（クックドゥ）
- 永野芽郁（クノールカップスープ）

など

## 書籍

### 関連書籍
- 『味の素はもういらない』（著者:船瀬俊介）（1987年6月1日、三一書房 三一新書）ISBN 9784380870040
- 『味の素「WE-21」計画 動き出したソフト化戦略』（著者:小池弘）（1989年3月16日、ダイヤモンド社）ISBN 9784478310533
- 『味の素 食文化のクリエーター 地球的な視野で「食と健康」に貢献する総合食品企業のすべて』（著者:堀章男）（1992年8月27日、TBSブリタニカ）ISBN 9784484922232
- 『汚れ役 「味の素総務部」裏ファイル』（著者:石神隆夫）（1999年8月5日、太田出版）ISBN 9784872334753
- 『「うま味」を発見した男 小説・池田菊苗』（著者:上山明博）（2011年6月3日、PHP研究所）ISBN 9784569795997
- 『味の素「残業ゼロ」改革』（著者:石塚由紀夫）（2019年10月18日、日本経済新聞出版社）ISBN 9784532323059
- 『味の素の罪 味の素=グルタミン酸ナトリウム=MSG=神経毒！』（著者:船瀬俊介）（2020年4月27日、ヒカルランド）ISBN 9784864718714
- 『池田菊苗 うま味の素「グルタミン酸」発見』（文:清水洋美、絵:里見和彦）（2021年3月10日、汐文社）ISBN 9784811327365
- 『地球行商人 味の素グリーンベレー』（著者:黒木亮）（2023年10月10日、中央公論新社）ISBN 9784120056987
- 『料理研究家のくせに「味の素」を使うのですか？』（著者:リュウジ）（2023年10月27日、河出書房新社）ISBN 9784309631707
- 『グローバルで通用する「日本式」マーケティング 元・味の素マーケティングマネージャー直伝の仕事術』（著者:中島広数）（2024年2月1日、日本能率協会マネジメントセンター）ISBN 9784800591760